# Karen Angle
Karen Angle là vợ của Kurt Angle(được mệnh danh là "Nhà vô địch duy nhất của TNA dành huy chương Olimpic),cô tham gia TNA từ lúc chồng cô sắp tham gia trận đấu Winner take all với đối thủ Samoa Joe và giúp chồng cô giành chiến thắng, qua đó giành tất cả các đai vô địch TNA.

## Thông tin cá nhân
- Tên thường gọi:Karen Angle
- Chiều cao:5 ft 10 in (1.78 m)
- Nơi sinh:Greensburg, Pennsylvania
- Tuổi:35(Tính đến thời điểm tham gia)

## Quản lý
- Kurt Angle
- AJ Styles
- Tomko

## Danh hiệu đã đạt
- Pro Wrestling Illustrated
- PWI Woman of the Year (3rd Runner Up, 2007)